# Helsingborgs-Posten

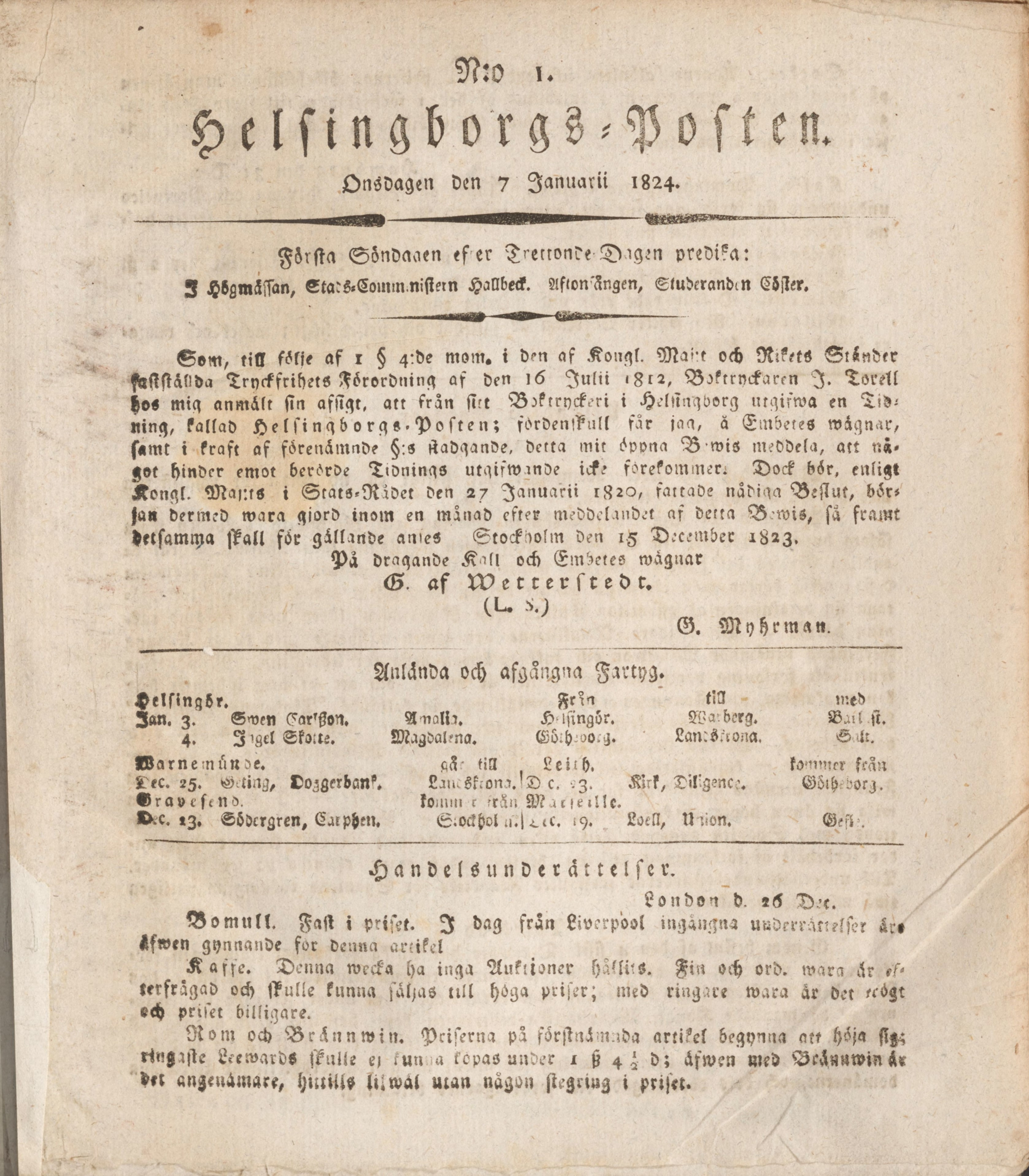
Första numret av Helsingborgs-Posten, 7 januari 1824.

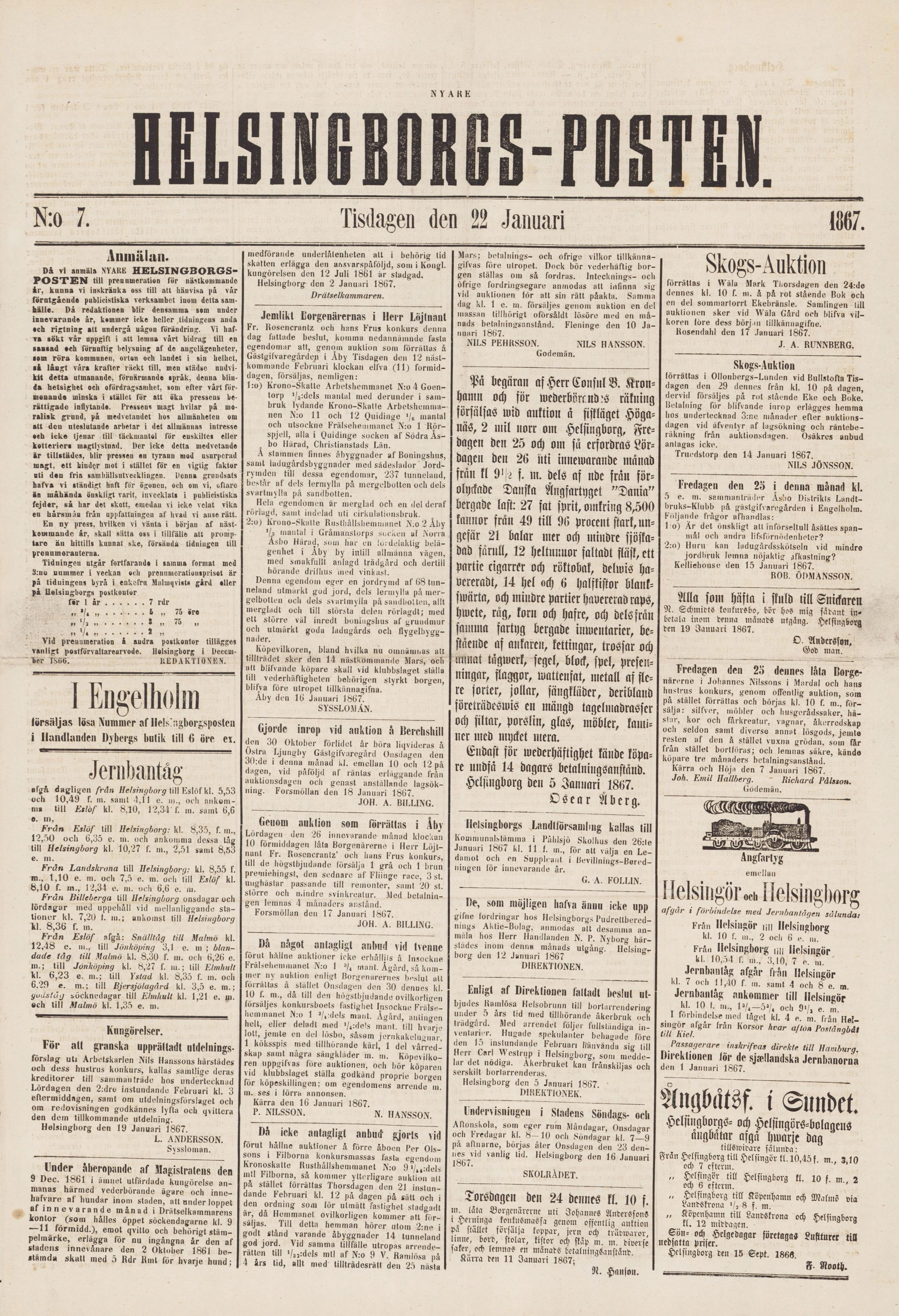
Sista numret av Helsingborgs-Posten, 22 januari 1867.

Helsingborgs-Posten var Helsingborgs första lokala tidning. Dess första utgåva kom ut den 7 januari 1824 och tidningen utgavs fram till den 22 januari 1867. 

## Historia
Tidningen grundades av boktryckaren Jöns Torell som tidigare varit föreståndare för Cedergréens tryckeri i Kristianstad. Torell köpte Dejrichs tryckeri i Halmstad vilket han ursprungligen ämnade att driva i staden, men som han istället beslutade att flytta till Helsingborg. Torell fick den 15 december 1823 fick utgivningsbevis för en ny tidning, vilket skulle bli stadens första. Den riktige upphovsmannen till tidningen var egentligen rektorn vid Helsingborgs skola, professor Carl Christian Eberstein. Till en början var tidningen dock av det mer blygsamma slaget då den under hela 1820-talet endast bestod av fyra enspaltiga sidor. Trots detta blev Helsingborgs-Posten en av Skånes mest lästa tidningar. Tidningen innehöll olika debattartiklar, kungörelser, inrikes- och utrikesnyheter, information dödsfall och om resande in och ut ur staden. 1824 utkom tidningen med ett nummer i veckan, men från och med 1825 ökades upplagan till två till tre nummer i veckan. Kostnaden för en prenumeration var 1 riksdaler 16 skilling banco om man själv hämtade tidningen vid tryckeriet och ville man få den hemskickad kostade det ytterligare.
Carl Christian Eberstein använde tidningen för att skriva flera kritiska debattartiklar riktade åt stadens styrande och andra myndigheter. Redan i oktober 1826 fick tidningen sitt utgivningsbevis indraget av hovkanslern på grund av vad som hävdades vara för vissa personer kränkande artiklar. Utgivningen fortsatte dock ändå under andra namn så som Nya Helsingborgs-Posten (utgivningsbevis 18 december 1826) och Nyare Helsingborgs-Posten (utgivningsbevis 15 augusti 1827). Bland skribenterna fanns vid denna tid bland annat kyrkoherden i Kvistofta David Munck af Rosenschöld och medicine doktorn Andreas Andrée. Den senare skapade kontrovers när han skrev artikeln "Tidens tecken", publicerad den 19 januari 1830, där han hånade och förtalade yngre lärare och studenter vid Lunds universitet. Artikeln ledde till att den dåvarande ansvarige utgivaren, vice häradshövding Hans Birger Hammar, åtalades och fälldes.
I och med utgivanden av den av Oscar Patric Sturzen-Becker grundade Öresundsposten 1847 minskade Helsingborgs-Postens betydelse, då Ö-P hade ett moderna synsätt och mer tidsenliga åsikter. År 1867 gavs det sista numret ut och tidningen uppgick i Helsingborgs Tidning, som senare kom att bli Helsingborgs Dagblad.